# Mamoru Mōri
Mamoru „Mark” Mōri (jap. 毛利 衛 Mōri Mamoru) (ur. 29 stycznia 1948) – japoński naukowiec i astronauta, uczestnik dwóch misji wahadłowców NASA).
Urodził się w Yoichi w Japonii. Ukończył chemię na Uniwersytecie Hokkaido, a w 1976 uzyskał doktorat na Flinders University w Adelajdzie. Większość prac Mōriego dotyczy materiałoznawstwa i próżni. W latach 1975–1985 był pracownikiem wydziału inżynierii nuklearnej na Uniwersytecie Hokkaido, gdzie pracował nad projektami związanymi z reakcją termojądrową.
Mōri został zakwalifikowany przez Japońską Agencję Eksploracji Przestrzeni Kosmicznej do szkolenia na specjalistę ładunku z przeznaczeniem do japońskich misji związanych z materiałami. W 1992 był głównym specjalistą ładunku dla Spacelab-J w czasie lotu STS-47. Jego drugi lot w kosmos odbył się w 2000 w ramach misji STS-99.
W 2000 został pierwszym dyrektorem nowo otwartego Muzeum Nowoczesnej Nauki i Innowacji w Tokio. Mōri bierze także udział w szkoleniu nowych astronautów japońskich.
Stowarzyszenie Uczestników Lotów Kosmicznych (Association of Space Explorers) przyznało mu Universal Astronaut Insignia za lot orbitalny (nr 282).

## Wykaz lotów
| Loty kosmiczne, w których uczestniczył Mamoru Mōri                       | Loty kosmiczne, w których uczestniczył Mamoru Mōri | Loty kosmiczne, w których uczestniczył Mamoru Mōri | Loty kosmiczne, w których uczestniczył Mamoru Mōri | Loty kosmiczne, w których uczestniczył Mamoru Mōri | Loty kosmiczne, w których uczestniczył Mamoru Mōri | Loty kosmiczne, w których uczestniczył Mamoru Mōri |
| №                                                                        | Data startu                                        | Statek kosmiczny                                   | Data lądowania                                     | Statek kosmiczny                                   | Funkcja                                            | Czas trwania                                       |
| ------------------------------------------------------------------------ | -------------------------------------------------- | -------------------------------------------------- | -------------------------------------------------- | -------------------------------------------------- | -------------------------------------------------- | -------------------------------------------------- |
| 1                                                                        | 12 września 1992                                   | STS-47 Endeavour F-2                               | 20 września 1992                                   | STS-47 Endeavour F-2                               | Specjalista ładunku (PS-1)                         | 7 dni 22 godzin 30 minuty i 23 sekundy             |
| 2                                                                        | 11 lutego 2000                                     | STS-99 Endeavour F-14                              | 22 lutego 2000                                     | STS-99 Endeavour F-14                              | Specjalista misji (MS-4)                           | 11 dni 5 godzin 39 minut i 41 sekund               |
| Łączny czas spędzony w kosmosie — 19 dni 4 godziny 10 minut i 4 sekundy. |                                                    |                                                    |                                                    |                                                    |                                                    |                                                    |